# Paola Rivetta
Paola Rivetta di Solonghello (Roma, 22 maggio 1962) è una giornalista e conduttrice televisiva italiana.

## Biografia

### Origini
Paola Rivetta è nata il 22 maggio 1962 a Roma, da un funzionario della FAO originario di Casale Monferrato.

### Carriera
Paola Rivetta ha studiato a Roma dalle suore di Nevers per poi laurearsi in politica internazionale presso la Libera università internazionale degli studi sociali Guido Carli (Luiss); successivamente ha intrapreso la carriera di giornalista. Dal 28 maggio del 1992 è iscritta all’albo dei giornalisti professionisti.
Ha iniziato la sua carriera televisiva con l'emittente Rete A, sotto la direzione di Emilio Fede che, appena abbandonata la Rai, aveva creato il primo telegiornale privato italiano, il TgA, dove è rimasta fino al mese di febbraio del 1988. Successivamente ha lavorato per un anno a TeleRoma 56 per poi approdare a Fininvest (all'epoca non esisteva ancora Mediaset) nel marzo del 1989. Quindi approdò al nascente telegiornale di Mediaset Studio Aperto seguendo il direttore Emilio Fede, per poi entrare nella redazione romana del TG5, dove dal 1997 al 2000 ha condotto l'edizione delle 8:00.
Dal mese di novembre del 2000 conduce l'edizione delle 13:00 del TG5, dapprima con Alberto Bilà, Salvo Sottile, Luca Rigoni e Giuseppe Brindisi e poi in solitaria.
La sera prima della morte di Papa Giovanni Paolo II, Paola Rivetta era in collegamento con lo studio del TG5 – l'edizione era condotta da Cesara Buonamici – e leggendo in diretta il bollettino medico che sanciva un importante aggravamento delle condizioni di salute del pontefice, scoppiò a piangere.
Ha condotto la diretta del family day, manifestazione indetta dalle associazioni in difesa della famiglia per contrastare la nascente legge sui diritti delle coppie di fatto.

## Vita privata
Paola Rivetta si è sposata con il collega Sebastiano Sterpa (figlio del politico Egidio Sterpa), dal quale nel 2002 ha avuto un figlio, Andrea Maria.

## Redazioni
- TgA (Rete A, 1987-1988)
- Studio Aperto (Italia 1)
- TG5 (Canale 5, dal 1997)